# Elecciones presidenciales de Argentina de 1868
Las elecciones presidenciales de Argentina de 1868 se llevaron a cabo para elegir al presidente de la República Argentina. En las mismas resultó elegido Domingo Faustino Sarmiento, para desempeñarse en el período 1868-1874. Como vicepresidente fue elegido Adolfo Alsina, del Partido Autonomista de Buenos Aires.
Las elecciones se realizaron bajo las reglas de la Ley Electoral 75, que mantuvo en vigencia el régimen de «voto cantado», caracterizado históricamente por el fraude electoral masivo, la violencia en los comicios, el voto venal (pago) y la baja participación, sin que se permitiera votar ni ser elegidas a las mujeres. Solo concurrió a votar el 1% de la población. La Constitución establecía que la elección del presidente y vicepresidente debía realizarse en forma indirecta y por separado, delegando la elección final de cada uno, en colegios electorales provinciales integrados por representantes elegidos en la elección primaria, por el sistema de lista completa, siendo electos todos los candidatos más votados, en cada distrito electoral.
Las elecciones mostraron un equilibrio de fuerzas entre los tres máximos referentes de la política argentina de ese momento: el presidente Bartolomé Mitre, que buscaba continuar su programa nacionalista a través del candidato Rufino de Elizalde; el expresidente Justo José de Urquiza, líder de la corriente federal; y el hombre fuerte del autonomismo porteño, Adolfo Alsina. En las elecciones Sarmiento ganó en Mendoza, San Juan y San Luis; De Elizalde, en Catamarca, Santiago del Estero y Tucumán; Urquiza en Entre Ríos, Salta y Santa Fe; y Adolfo Alsina en la poderosa Buenos Aires. Corrientes no votó. El equilibrio de fuerzas encontró en Sarmiento una figura transaccional.

## Contexto
Presidiendo una economía próspera ensombrecida por la costosa guerra del Paraguay, Bartolomé Mitre se esforzó por no arriesgar la tenue unidad nacional que su administración se había asegurado de consolidar. Aunque él eligió a candidatos anticipados, Mitre evitó declarar apoyo abierto a ninguna de las figuras, mientras que limitaba el camino a los que él consideró como no aceptables. Los electores de la provincia de Buenos Aires favorecieron al candidato del Partido Autonomista Adolfo Alsina, quien fue persuadido por Mitre de postularse a la vicepresidencia. La nominación principal fue entregada al Embajador de Argentina ante los Estados Unidos, Domingo Sarmiento, quien permaneció en su puesto y no hizo campaña. Mitre también apoyó al exlíder del Partido Unitario Rufino de Elizalde y su compañero de fórmula el General Wenceslao Paunero, figura clave en la victoria de Mitre en la Batalla de Pavón. El único candidato que no recibió ningún apoyo de Mitre fue Justo José de Urquiza, pues Mitre pensaba que su participación podría provocar otro conflicto separatista.
Todos los candidatos, exceptuando Sarmiento, eran polémicos en muchos círculos pero tenían, a su vez, grandes bastiones de apoyo, lo que provocó que estas elecciones fueran, por mucho, las más competitivas que habría en el país hasta el establecimiento del sufragio secreto en 1912.

## Candidatos
| Independiente                      | Partido Federal                                      | Partido Nacionalista                          | Partido Nacionalista              | Partido Nacionalista             |
| Domingo Sarmiento                  | Justo José de Urquiza                                | Rufino de Elizalde                            | Guillermo Rawson                  | Dalmacio Vélez Sarsfield         |
| ---------------------------------- | ---------------------------------------------------- | --------------------------------------------- | --------------------------------- | -------------------------------- |
| para presidente                    | para presidente                                      | para presidente                               | para presidente                   | para presidente                  |
| {{{descripción}}}                  | {{{descripción}}}                                    | {{{descripción}}}                             | {{{descripción}}}                 | {{{descripción}}}                |
| Gobernador de San Juan (1862-1864) | Presidente de la Confederación Argentina (1854-1860) | Ministro de Relaciones Exteriores (1862-1868) | Ministro del Interior (1862-1868) | Ministro de Hacienda (1862-1864) |

## Resultados del Colegio Electoral
Los colegios electorales se reunieron el 12 de junio de 1868, en cada una de las capitales provinciales y en la Ciudad de Buenos Aires. El 16 de agosto de 1868 la Asamblea Legislativa, la Cámara de Diputados y el Senado, dio la aprobación definitiva de las elecciones.
| Candidato a Presidente | Candidato a Presidente     | Partido            | Votos Electorales |
| ---------------------- | -------------------------- | ------------------ | ----------------- |
|                        | Domingo Faustino Sarmiento | Independiente      | 79                |
|                        | Justo José de Urquiza      | Federal            | 26                |
|                        | Rufino de Elizalde         | Nacionalista       | 22                |
|                        | Guillermo Rawson           | Nacionalista       | 3                 |
|                        | Dalmacio Vélez Sarsfield   | Liberal            | 1                 |
| Total de votos         | Total de votos             | Total de votos     | 131               |
| No votaron             | No votaron                 | No votaron         | 25                |
| Total de electores     | Total de electores         | Total de electores | 156               |

| Candidato a Vicepresidente | Candidato a Vicepresidente | Partido            | Votos Electorales |
| -------------------------- | -------------------------- | ------------------ | ----------------- |
|                            | Adolfo Alsina              | Autonomista        | 82                |
|                            | Wenceslao Paunero          | Nacionalista       | 45                |
|                            | Manuel Anselmo Ocampo      | Independiente      | 2                 |
|                            | Juan Bautista Alberdi      | Independiente      | 1                 |
|                            | Francisco de las Carreras  | Independiente      | 1                 |
| Total de votos             | Total de votos             | Total de votos     | 131               |
| No votaron                 | No votaron                 | No votaron         | 25                |
| Total de electores         | Total de electores         | Total de electores | 156               |

### Resultados por Provincia
| Provincia           | Presidente                | Presidente                | Presidente                | Presidente                | Presidente                |                           | Vicepresidente            | Vicepresidente            | Vicepresidente            | Vicepresidente            | Vicepresidente |  | No votaron |
| Provincia           | Sarmiento                 | Urquiza                   | de Elizalde               | Rawson                    | Vélez Sarsfield           | Alsina                    | Paunero                   | Ocampo                    | Alberdi                   | de las Carreras           |                |  | No votaron |
| ------------------- | ------------------------- | ------------------------- | ------------------------- | ------------------------- | ------------------------- | ------------------------- | ------------------------- | ------------------------- | ------------------------- | ------------------------- | -------------- |  | ---------- |
| Buenos Aires        | 24                        |                           |                           | 3                         | 1                         |                           | 25                        |                           | 2                         |                           | 1              |  |            |
| Catamarca           |                           |                           | 10                        |                           |                           |                           | 10                        |                           |                           |                           |                |  |            |
| Córdoba             | 16                        |                           |                           |                           |                           | 3                         | 13                        |                           |                           |                           |                |  |            |
| Corrientes          | No votó                   | No votó                   | No votó                   | No votó                   | No votó                   | No votó                   | No votó                   | No votó                   | No votó                   | No votó                   | 12             |  |            |
| Entre Ríos          |                           | 8                         |                           |                           |                           | 8                         |                           |                           |                           |                           |                |  |            |
| Jujuy               | 7                         |                           |                           |                           |                           | 4                         | 3                         |                           |                           |                           | 1              |  |            |
| La Rioja            | 6                         |                           |                           |                           |                           | 6                         |                           |                           |                           |                           | 2              |  |            |
| Mendoza             | 10                        |                           |                           |                           |                           | 10                        |                           |                           |                           |                           |                |  |            |
| Salta               |                           | 10                        |                           |                           |                           | 10                        |                           |                           |                           |                           |                |  |            |
| San Juan            | 8                         |                           |                           |                           |                           | 8                         |                           |                           |                           |                           |                |  |            |
| San Luis            | 8                         |                           |                           |                           |                           | 8                         |                           |                           |                           |                           |                |  |            |
| Santa Fe            |                           | 8                         |                           |                           |                           |                           | 7                         |                           | 1                         |                           |                |  |            |
| Santiago del Estero |                           |                           | 12                        |                           |                           |                           | 12                        |                           |                           |                           |                |  |            |
| Tucumán             | No se conservan las actas | No se conservan las actas | No se conservan las actas | No se conservan las actas | No se conservan las actas | No se conservan las actas | No se conservan las actas | No se conservan las actas | No se conservan las actas | No se conservan las actas | 10             |  |            |
| Total               | 79                        | 26                        | 22                        | 3                         | 1                         |                           | 82                        | 45                        | 2                         | 1                         | 1              |  | 25         |